# Música de Timor Oriental

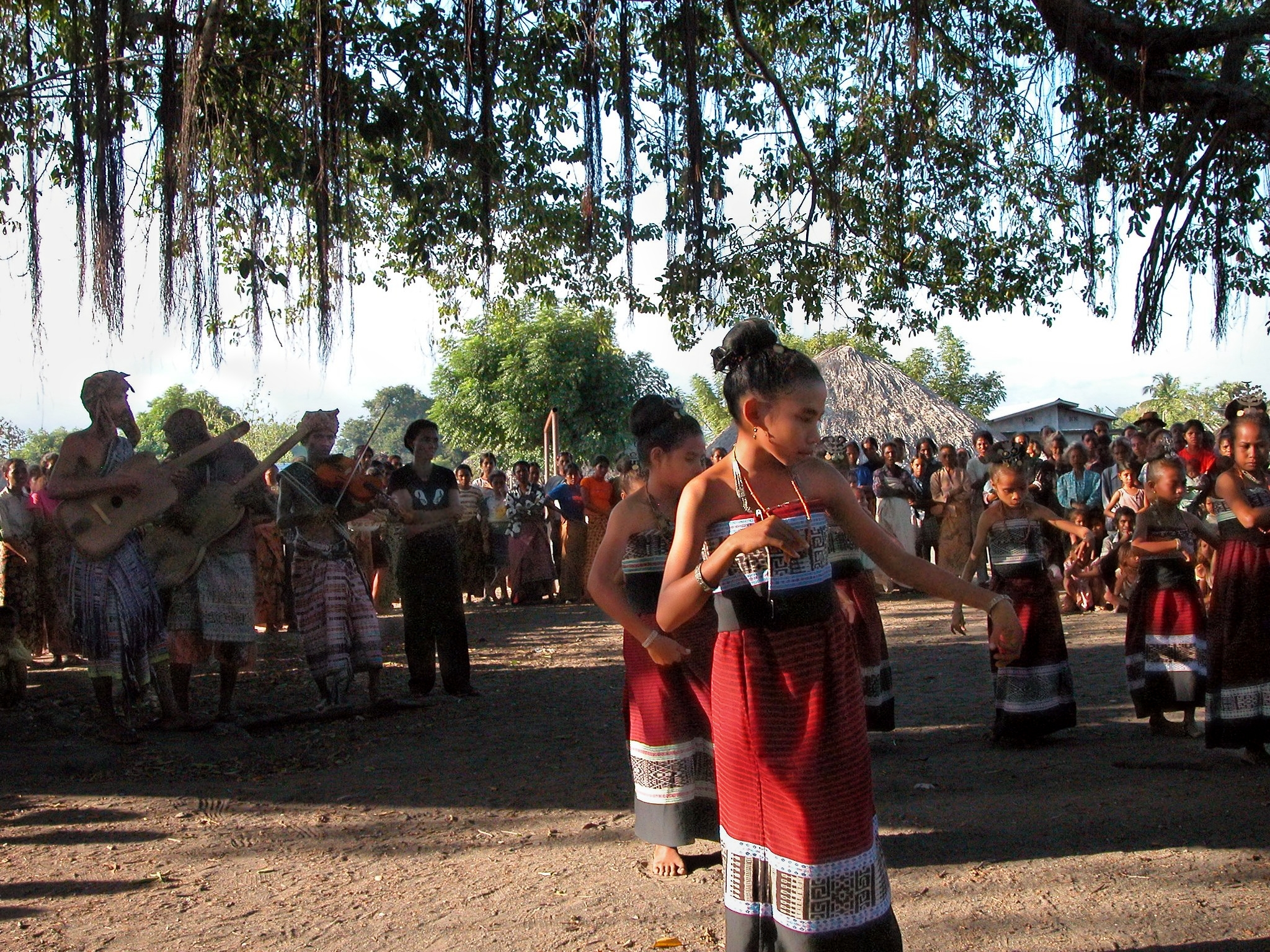
Músicos y bailarinas de Timor Oriental en Suai (2010)

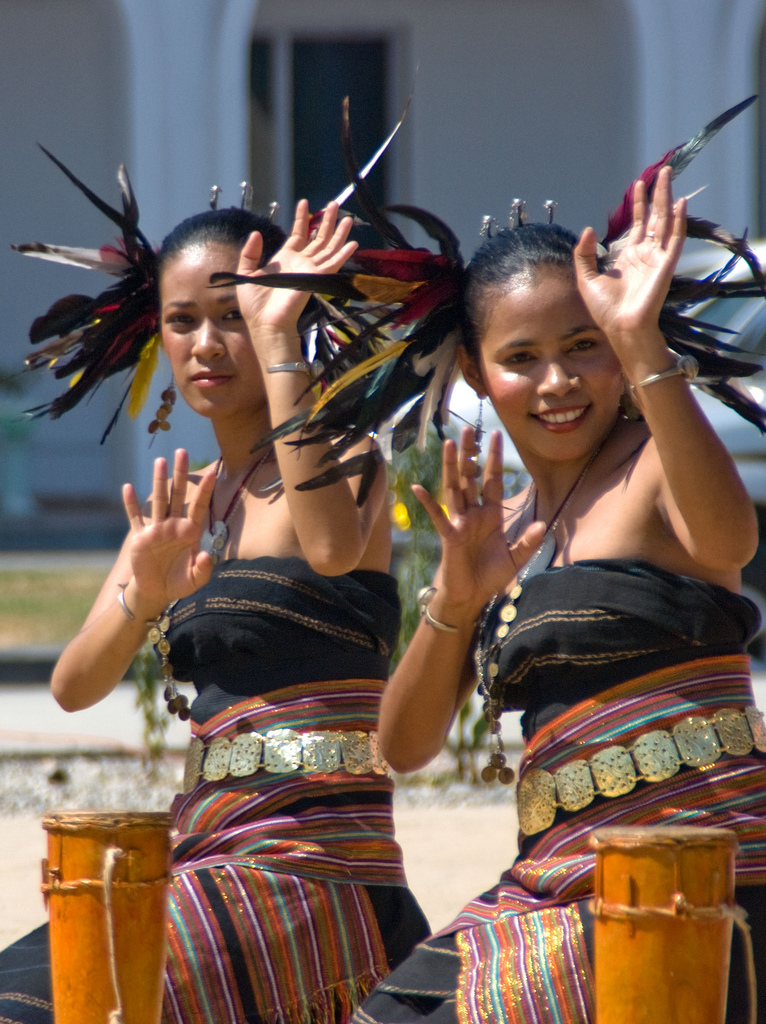
Bailarinas de Timor Oriental

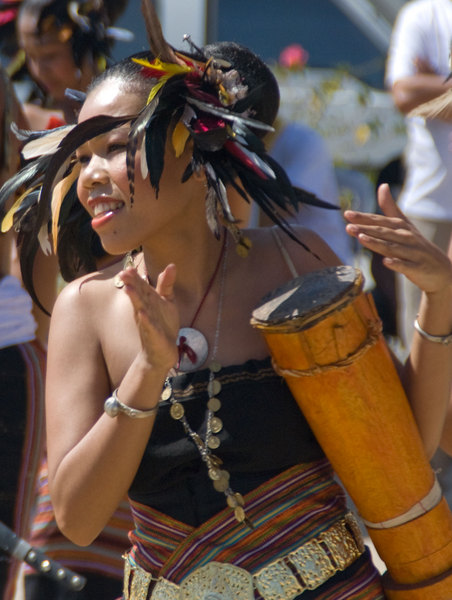
Bailarina timorense tocando el Babadok.

La música de Timor Oriental refleja su historia bajo el control tanto de Portugal como de Indonesia, que han importado música como el gamelán y el fado. La forma más extendida de música folclórica nativa era la danza likurai, interpretada por las mujeres para dar la bienvenida a los hombres después de la guerra. Utilizaban un pequeño tambor y a veces llevaban las cabezas de los enemigos en procesiones por las aldeas; una versión moderna de la danza es utilizada por las mujeres en el cortejo.
En la era moderna, la música de Timor Oriental ha estado estrechamente asociada al movimiento independentista; por ejemplo, la banda Dili Allstars lanzó una canción que se convirtió en un himno en la preparación del referéndum de independencia de 2000, mientras que las Naciones Unidas encargaron una canción llamada "Hakotu Ba" (de Lahane) para animar a la gente a registrarse para votar en el referéndum.
Entre los músicos populares de Timor Oriental se encuentra Teo Batiste Ximenes, que creció en Australia y utiliza ritmos folclóricos de su país en su música. Con muchos timorenses orientales en comunidades de emigrantes en Australia, Portugal y otros países, la música folclórica de Timor Oriental ha llegado a muchos lugares del mundo. En los campos de refugiados de Portugal se mezcló la música timorense oriental con estilos de otras colonias portuguesas como Angola y Mozambique.
La música y la danza se entrelazan en los géneros tradicionales timorenses, siendo elementos fundamentales de la expresión cultural. El repertorio interpretado incluye cuatro géneros bien definidos: tebe, tebedai, dansa y cansaun. Todos se basan en la tradición oral y se han transmitido de generación en generación.

## Instrumentos
Los instrumentos musicales, los trajes y los adornos también desempeñan un papel importante en la interpretación musical. De los primeros, destacan el babadok y el dadir (también dadil, gong o gon). El babadok es un pequeño tambor cónico de madera, de unos 30 a 50 centímetros de largo y unos 15 de diámetro, generalmente tocado por las mujeres que lo golpean alternativamente con ambas manos. El dadir es un círculo metálico de unos 25 centímetros de diámetro que se golpea con un palo de madera, de altura indefinida y sin posibilidad de afinación. Al igual que el babadok, también es un instrumento tocado por mujeres.
El repertorio musical interpretado incluye también violas y flautas soprano, instrumentos occidentales introducidos en la interpretación timorense. En cuanto a los trajes, se componen de tales crines y fetos, masculinos y femeninos, respectivamente. Se trata de telas multicolores fabricadas a mano en Timor Oriental, que los hombres se enrollan en la cintura y que las mujeres se colocan alrededor del cuerpo, bajo las axilas. Los hombres se ponen un pañuelo en la cabeza sobre el que aplican el kaibauk, una luna metálica con aplicaciones de pequeñas lágrimas y orejas, la más grande y adornada perteneciente al tradicional liurai, jefe o rey timorense. El surik, una espada guerrera, y el belak, un disco de metal suspendido del pecho, completan el atuendo masculino. Las mujeres utilizan el kaibauk, además del ulum suku, para sujetar el pelo, y el sasuit, un peine de dientes largos. Suelen llevar mortene, un collar de diferentes materiales, y una tela blanca alrededor de la cintura. Por último, el lokum o kelui, una pulsera de metal que llevan los hombres en el brazo y las mujeres en el antebrazo. Todos los elementos trabajan descalzos y con una salenda, chal hecho con el mismo tipo de tela artesanal, colocado sobre los hombros.
La guitarra ha sido durante mucho tiempo una parte importante de la música de Timor Oriental, aunque es una importación traída por los colonizadores; sin embargo, hay tipos nativos de instrumentos de cuerda similares en algunos aspectos a la guitarra. Las influencias extranjeras también incluyen estilos musicales populares como el rock and roll, el hip hop y el reggae.
Las letras de las canciones pueden cantarse en tetun o portugués, lenguas oficiales de Timor Oriental.